# Chavárion
Chavárion är en ort i Grekland.   Den ligger i prefekturen Nomós Ileías och regionen Västra Grekland, i den södra delen av landet, 200 km väster om huvudstaden Aten. Chavárion ligger 86 meter över havet och antalet invånare är 1 225.
Terrängen runt Chavárion är platt åt nordväst, men åt sydost är den kuperad. Runt Chavárion är det ganska tätbefolkat, med 93 invånare per kvadratkilometer. Närmaste större samhälle är Amaliáda, 6,3 km sydväst om Chavárion. == Kommentarer ==
1. ↑  Framräknat ur höjduppgifter (DEM 3") från Viewfinder Panoramas.[2] Mer om algoritmen finns här: Användare:Lsjbot/Algoritmer.
2. ↑  Framräknat ur variansen i alla höjduppgifter (DEM 3") från Viewfinder Panoramas, inom 10 km radie.[2] Mer om algoritmen finns här: Användare:Lsjbot/Algoritmer.